# Bodrog
Bodrogen er en flod der løber i det østlige Slovakiet og det nordøstlige Ungarn. Den er en biflod til floden Tisza. Bodrogen er dannet ved sammenløbet af floderne Ondava og Latorytsja nær Zemplín i det østlige Slovakiet. Den krydser den slovakisk-ungarske grænse ved landsbyen Felsőberecki (nær Sátoraljaújhely ) i Ungarn og Streda nad Bodrogom i Slovakiet, hvor den også er det laveste punkt i Slovakiet (94,3 m AMSL), og fortsætter sit løb gennem det ungarske amt Borsod-Abaúj-Zemplén, indtil den møder floden Tisza, i Tokaj. En by langs dens forløb er Sárospatak i Ungarn.
Den er 67 km lang (15 i Slovakiet, 52 i Ungarn). Dens afvandingsområde er 13.579 km2 hvoraf 972 km 2 er i Ungarn. Floden er rig på fisk.